# Пиерлат
Пиерла̀т (на френски: Pierrelatte) е град в югоизточна Франция, част от департамента Дром в регион Оверн-Рона-Алпи. Населението му е около 13 000 души (2014).
Разположен е на 52 метра надморска височина в Ронската низина, на десния бряг на река Рона и на 48 километра северно от Авиньон. Селището съществува от Античността, през 1852 година през него преминава железопътна линия, а днес икономиката му е свързана главно с Атомната електроцентрала „Трикастен“.

## Известни личности
Родени в Пиерлат
- Жан Оранш (1903 – 1992), сценарист